# Галимов, Баязит Сабирьянович
Баязи́т Сабирья́нович Гали́мов (26 мая 1942, Кинзебулатово, Макаровский район, Башкирская АССР, РСФСР, СССР — 10 февраля 2024, Уфа, Республика Башкортостан, Россия) — советский и российский философ, Доктор философских наук (1989), профессор (1990), заслуженный деятель науки Республики Башкортостан.

## Биография
Окончил физико-математический факультет БашГУ (1965) (ныне Уфимский университет науки и технологий), аспирант кафедры философии БашГУ (1969) (ныне Уфимский университет науки и технологий), где продолжал преподавательскую и научную работу.
В 1969 году защитил диссертацию на соискание учёной степени кандидата философских наук по теме «Гносеологическая функция категории асимметрии».
В 1988 году в Уральском государственном университете имени А. М. Горького защитил диссертацию на соискание учёной степени доктора философских наук по теме «Принцип развития в основаниях научной картины природы (методологические проблемы)» (специальность 09.00.01 — диалектический и исторический материализм).
В 1990 году присвоено учёное звание профессора.
Действительный член Международной академии психологических наук (1996), член-корреспондент РАЕН (1997).
С 1989 года — проректор по учебной работе, с 1996 года — первый проректор БашГУ (ныне Уфимский университет науки и технологий), с 2005 года — главный учёный секретарь. Одновременно с 1995 года — заведующий кафедрой философии БашГУ (ныне Уфимский университет науки и технологий). В 1989 году при поддержке ректора Рагиба Гимаева создал кафедру социологии.
Был первым командиром интернационального студенческого отряда "Дружба" Башкирского государственного университета (ныне Уфимский университет науки и технологий), выехавшего на стройку в ГДР.

## Научная деятельность
Научные исследования посвящены фундаментальным проблемам философии (научная картина мира), истории философской мысли в Башкортостане.
Включён в сборник «2000 выдающихся учёных 20-го столетия».

## Награды
- Орден Дружбы народов (1986)
- Заслуженный деятель науки Республики Башкортостан (1997)
- Почётный работник высшего профессионального образования Российской Федерации (1997)
- Благодарность Президента Российской Федерации (2014)

## Научные труды
- Принцип развития в основаниях научной картины природы. — Саратов, 1981;
- Философия. Учебник. [В соавт.]. — Уфа, 1995;[4]
- Биосоциосистема: Опыт потребностного подхода. [В соавт.]. — Уфа, 2000.
- Галимов Б. С. Эволюционная картина природы. — Уфа: Китап, 2008. — 181 с. — ISBN 5295045501.
- Б. С. Галимов, Г. Г. Салихов, А. М. Багаутдинов. Очерки истории башкирской философской мысли. — 2013. — 147 с. — ISBN 5947052318.
- Сущность и закономерности становления научной картины природы //Науч. картина мира как компонент совр. мировоззрения. М., 1983;
- Zu methodologischen Problemen der wissensehaftlichen Erkenntnis //WISS. Z.Univ. Halle. 25/76 G,H,З; Zur Inhalt der kategorie Entwicklung //WISS. Z.Univ. Halle. 27/78, G,H,5.